# Maria Junius
Maria Junius (geboren um 1677; begraben 3. Februar 1745 in Amsterdam) war eine niederländische Schauspielerin und Ausstatterin an der Stadsschouwburg Amsterdam.

## Leben
Maria Junius wurde um 1677 geboren. Sie war die Tochter von Goswinus Junius (1650–?) und Catharina Hendriks (1651–1727). Ihr Geburtsort ist unbekannt und das Geburtsjahr lässt sich nur annähernd feststellen. Sie wuchs in Theaterkreisen auf, ihre Mutter war in erster Ehe mit dem Schauspieler und Glaser Cornelis de Bruyn (1658–1724) verheiratet, der einer katholischen Schauspielerfamilie angehörte. Ihr jüngerer Bruder Hendrick wurde 1680 lutherisch getauft, während ihre ältere Schwester Adriana in der reformierten Nieuwe Kerk getauft wurde. Maria Junius lerne um 1699 den reisenden Schauspieler und Bildhauer Izaak Duim dem Älteren (1675–1747) kennen. In diesem Jahr waren beide in Dordrecht, wo sie einen Spielvertrag mit einer Gruppe von Schauspielern aus Amsterdam und Den Haag unter der Leitung von Johannis Disseldorp unterzeichneten. Vom 1. Mai 1699 bis 1. Mai 1700 besuchten sie Städte und Dörfer mit einem Programm aus Komödien, Tragödien und anderen nach Absprache ausgewählten Stücken.
Zum Zeitpunkt dieser Etappentournee lebte Duim bereits getrennt von seiner Frau, sodass die Beziehung zu Maria Junius vermutlich auf dieser Tournee entstanden sein könnte. Sie heirateten 1722 in Amsterdam. Dadurch wurde sie die Stiefmutter der etwa fünfzehnjährigen Hendrina Duim und der fünfjährigen Maria Duim. Ein Jahr später hatten beide ein Engagement an der Stadsschouwburg Amsterdam. Dort hinterließ Maria Junius nur wenige Spuren. Um ihr Einkommen als Schauspielerin aufzubessern, arbeitete sie auch als Anziehhilfe am Theater und verdiente in dieser Position fünfzehn Stuiver (75 Cent) pro Aufführungstag. In „Eeuwgetijd“ von Jan de Marre, einem sinnlichen Stück anlässlich des Jubiläums des Theaters im Jahr 1738, spielten sowohl Maria Junius als auch ihr Ehemann eine Rolle. Während Junius nur eine stumme Nebenrolle erhielt, spielte Duim eine der männlichen Hauptrollen. In den gedruckten Rollen des Stücks wird sie auch als Sängerin erwähnt, aber nirgends erscheint, dass sie eine Note gesungen hat.
Maria Junius starb 1745.